# Domenico Padovano

Wappen von Domenico Padovano

Domenico Padovano (* 27. September 1940 in Mola di Bari; † 10. Mai 2019 in Mola di Bari) war ein italienischer Geistlicher und römisch-katholischer Bischof von Conversano-Monopoli.

## Leben
Domenico Padovano studierte Philosophie und Theologe und empfing am 29. Juni 1965 die Priesterweihe. Zudem absolvierte er ein Studium der Pädagogik an der Universität von Bari. Er war Pfarrer von S. Maria Maggiore in Gioia del Colle und Rektor des Erzbischöflichen Seminars von Bari.
Papst Johannes Paul II. ernannte ihn am 30. September 1982 zum Weihbischof in Bari-Canosa und Titularbischof von Mazaca. Der Erzbischof von Bari-Canosa und Bischof von Bitonto, Andrea Mariano Magrassi OSB, spendete ihm am 24. Oktober desselben Jahres die Bischofsweihe; Mitkonsekratoren waren Giuseppe Carata, Erzbischof von Trani und Barletta und Nazareth und Bisceglie, und Michele Mincuzzi, Erzbischof von Lecce. Als Wahlspruch wählte er Fraternitate invicem diligentes.
1984 wurde er zum Weihbischof in Bitonto ernannt. Seit der Zusammenlegung der Diözesen zum Erzbistum Bari-Bitonto am 30. September 1986 war er Weihbischof in der neu umschriebenen Erzdiözese. Am 13. Februar 1987 wurde er durch Johannes Paul II. zum Bischof von Conversano-Monopoli ernannt. Er hatte in der regionalen Bischofskonferenz von Pugliese den Vorsitz der Kommission für Kultur und soziale Kommunikation inne.
Am 5. Februar 2016 nahm Papst Franziskus seinen altersbedingten Rücktritt an.
Domenico Padovano engagierte sich für zahlreiche sozialen Projekte im Heiligen Land. Er war Großoffizier und Prior der Komturei Zentralapulien und Grumo Appula des Ritterordens vom Heiligen Grab zu Jerusalem.